# Licet ecclesiae catholicae
Licet ecclesiae catholicae je bula papeže Alexandra IV. ze dne 9. dubna 1256, v níž nařídil „velké sloučení“ (magna unio), tj. spojení řádů toskánských poustevníků (Tuscanites), janbonitů (Zanbonini), brictinů, vilemitů a poustevníků sv. Augustina.

## Augustiniánský řád
Tímto spojením vznikl sjednocený řád augustiniáni poustevníci (OESA), vedle františkánů, dominikánů a karmelitánů, čtvrtý významný žebravý řád. Dnes tato kongregace nese název augustiniánský řád.

## Uznání
Papež Benedikt XVI. cestoval do dvou italských diecézí Vigevano a Pavia v roce 2007, aby se modlil u hrobu svatého Augustina. Papežská pouť se konala u příležitosti vydání buly „Licet ecclesiae catholicae“ před 750 lety.